# Louis Franck (Politiker, Oktober 1868)
Louis Franck (* 24. Oktober 1868 in Altona; † 17. Juli 1951 in Haifa) war ein deutscher Politiker.

## Leben und Wirken
Louis Franck war ein Sohn von Mendel Loeb Franck (1803–1882) und dessen Ehefrau Eva, geborene Beith (1827–1919). Die Vorfahren väterlicherseits lebten seit mehreren Generationen in Altona, die Mutter stammte aus Emden. Er absolvierte eine jüdische Volksschule und wechselte im neunten Lebensjahr an eine Realschule in Altona. 
Nach dem Einjährigen arbeitete Franck für eine nichtjüdische Großhandlung für Kolonialwaren, für die er nach kurzer Zeit an der Börse handelte und als Handlungsreisender tätig wurde. Anschließend holte er während einer zehnmonatigen Schulzeit das Abitur nach und studierte anschließend Medizin an Universitäten in Straßburg, Berlin und Würzburg. Begleitend hierzu beschäftigte er sich zumeist mit englischer Literatur und Geschichte sowie umfassend mit klassischer deutscher Literatur.
Nach Studienabschluss arbeitete Franck in einer eigenen, neu eröffneten Praxis in Altona. Dort genoss der beliebte Mediziner hohes Ansehen von Einwohnern aller Religionszugehörigkeiten. Der „Sanitätsrat Dr. Franck“ war überregional bekannt.
Unmittelbar nach deren Gründung schloss sich Franck der zionistischen Bewegung an, an der sich seinerzeit nur ein kleiner Teil der deutschen Juden beteiligte. Außerdem gründete er die deutsche Organisation Misrachi. Für mehrere Jahrzehnte bis zu seiner Emigration übernahm er den Vorsitz der Altonaer Hochdeutschen Israelitengemeinde. Auf seine Initiative hin fand 1909 in Hamburg mit dem neunten Zionistischen Weltkongress die einzige derartige Versammlung in Deutschland statt. Im Namen der Altonaer Gemeinde hielt er die Begrüßungsrede. Dies dürfte ein Höhepunkt seiner Wirksamkeit in der jüdischen Öffentlichkeit gewesen sein.
Nach der Machtergreifung sah sich Franck gezwungen, das Deutsche Reich zu verlassen. Er reiste über Holland und England nach Israel aus, wo er es ebenfalls zu hohem Ansehen brachte. In den letzten Jahren seines Lebens wohnte er bei seiner jüngsten Tochter in Haifa, wo er auch nach seinem Tod 1951 begraben wurde.

## Familie
Franck war verheiratet mit Fanny Strauß (* 5. Juli 1880; † 1. Juli 1921), deren Vater Samuel Strauß ein Karlsruher Bankier war. Das Ehepaar hatte mehrere Kinder:
- Die Tochter Isabella (1906–1945) heiratete in Amsterdam den späteren Oberrabbiner Simon Dassheim. Das Ehepaar starb im KZ Bergen-Belsen.
- Der Sohn Moses Mendel (1907–1966) arbeitete als Arzt in Jerusalem.
- Die Tochter Judith (* 1909) heiratete Alexander Altmann.
- Der Sohn Samuel (1910–1969) arbeitete lange Zeit als Lehrer in Israel.
- Der Sohn Ernst (* 1913) gehörte dem Gesandtschaftsrat Israels in London an. Später arbeitete er als Direktor der landwirtschaftlichen Kreditgenossenschaft Pica in Israel.
- Die Tochter Elisabeth (* 1916) heiratete in Haifa den dort tätigen Industriellen Baruch Weitzmann.